# Soyuz 25
Soyuz 25 fue una misión de una nave Soyuz 7K-T lanzada el 9 de octubre de 1977 desde el cosmódromo de Baikonur con dos cosmonautas a bordo hacia la estación espacial Salyut 6.
La misión de Soyuz 25 era acoplarse a la estación Salyut 6 para realizar diversos experimentos científicos y técnicos, pero un problema en el sistema de acoplamiento impidió que los cosmonautas pudiesen entrar en la estación. Dado que el modelo de nave Soyuz 7K-T sólo utilizaba baterías como fuente de energía que proporcionaban autonomía para dos días, tuvieron que regresar sin haber podido cumplir la misión inicialmente prevista.
La Soyuz 25 regresó sin más incidentes el 11 de octubre de 1977

## Tripulación
- Vladimir Kovalyonok (Comandante)
- Valery Ryumin (Ingeniero de vuelo)

## Tripulación de respaldo
- Yuri Romanenko (Comandante)
- Aleksandr Ivanchenkov (Ingeniero de vuelo)